# Nicolas König
Nicolas König (Amburgo, 23 novembre 1968) è un attore e doppiatore tedesco, attivo prevalentemente in campo televisivo e teatrale.
In campo televisivo, ha partecipato sinora - a partire dalla fine degli anni ottanta - ha partecipato sinora ad una quarantina di produzioni.

Tra i suoi ruoli principali, figurano quello del Capitano Jens Blank nella serie televisiva Die Rettungsflieger (2002-2007) e quello di Tim Matthiessen nella soap opera My Life (Rote Rosen, 2010-2011).
A teatro, dove ha esordito da bambino nel 1973, ha recitato nel St. Pauli-Theater (Amburgo), nel Matthias-Claudius-Theater (Amburgo), nel Thalia Theater (Amburgo), nel Packhaustheater (Brema), ecc. e in occasione delle Karl-May-Festspiele di Bad Segeberg.
È stato a lungo il compagno dell'attrice e doppiatrice Carolin van Bergen (1964-1990).

## Filmografia parziale

### Cinema
- Oglinda (1993)

### Televisione
- Il medico di campagna (Der Landarzt) - serie TV, 1 episodio (1987)
- La clinica della Foresta Nera (Schwarzwaldklinik) - serie TV, 1 episodio (1988)
- Alle lieben Julia - serie TV (1993)
- Adelheid und ihre Mörder - serie TV, 1 episodio (1996) - ruolo: Bernd Leberecht
- Die Feuerengel - serie TV, 13 episodi (1997) - Christian Ohmke
- Zerschmetterte Träume - Eine Liebe in Fesseln - film TV (1998) - Phlipp
- Adelheid und ihre Mörder - serie TV, 1 episodio (1998) - Kai Möller
- Im Namen des Gesetzes - serie TV, 1 episodio (1998) - Axel Beckmann
- 14º Distretto (Großstadtrevier) - serie TV, 1 episodio (1999) - Joe
- Der Tod in deinen Augen - film TV (1999)
- Balko - serie TV, 1 episodio (1999) - Niklas Krowalkowski
- Medicopter 117 - Jedes Leben zählt - serie TV (1999-2000) - Axel Wertheim
- Max & Lisa - serie TV (2000) - Paul
- SK Kölsch - serie TV, 1 episodio (2001) - Dott. Rainer Schmitz
- 14º Distretto (Großstadtrevier) - serie TV, 1 episodio (2002) - protettore
- Karl-May-Spiele: Im Tal des Todes - film TV (2002)
- Liebe unter Verdacht - serie TV (2002) - Gabriel Kornblum
- Die Rettungsflieger - serie TV, 56 episodi (2002-2007) - Cap. Jens Blank
- Grani di pepe - serie TV, 1 episodio (2003) - Dott. Sommer
- Geht's noch? - serie TV (2003) - ruoli vari
- Es war Mord und ein Dorf schweigt - film TV (2006) - Dirk Jakob
- Und ich lieb dich doch! - film TV (2006) - Mark Ihm
- Inga Lindström - Der Zauber von Sandbergen - film TV (2008) - Bernd Martedal
- Grani di pepe - serie TV, 1 episodio (2009) - Anton Westphal
- Eine für alle - Frauen können's besser - serie TV, 7 episodi (2009) - Gaston Dubois
- Squadra Speciale Stoccarda (SOKO Stuttgart) - serie TV, 1 episodio (2009) - Jean Krause
- Hamburg Distretto 21 (Notruf Hafenkante) - serie TV, 1 episodio (2010)
- Ich bin Boes - serie TV, 7 episodi (2010)
- Finalmente arriva Kalle (Da kommt Kalle) - serie TV, 1 episodio (2010) - Torben Wiedekind
- My Life (Rote Rosen) - soap opera (2010- 2011) - Tim Matthiesen

## Teatro (Lista parziale)[4]
- 1973: Woyzeck, di Georg Büchner
- 1989: Dornröschen
- 1991: Charleys Tante
- 1992: Robin Hood
- 1993-2011: Butterbrot
- 2011: Der Ölprinz
- 2012: Winnetou II

## Doppiaggio

### Videogiochi
- Gex in Gex 3: Deep Cover Gecko
- Mike Dixon in Call of Duty 3
- Behlen Aeducan in Dragon Age: Origins
- Rhys in Fallout 4
- Robert in A Plague Tale: Innocence
- Pescivendolo in Return to Monkey Island
- Jack Krauser in Resident Evil 4
- Scratch, Thomas Zane in Alan Wake II